# Bote de Curlandia

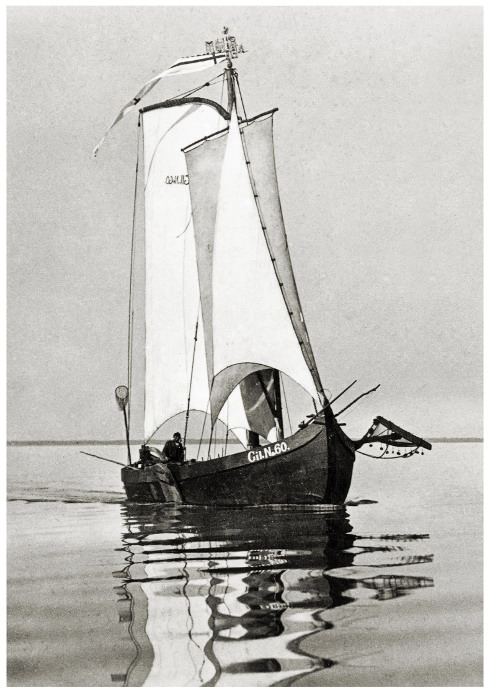
Botes de Curlandia (1938)

El bote de Curlandia (en alemán: Kurenkahn; en letón: kurēns; en lituano: kurėnas) es un tipo tradicional de embarcación de vela de madera y fondo plano que se utilizó en la laguna del Vístula y la laguna de Curlandia, en la antigua Prusia Oriental. Los botes de Curlandia eran utilizados no solo para la pesca, sino también para el transporte de mercancías y personas.   

## Características
La longitud de los botes podía alcanzar los 14 m, aunque lo más común eran 11-12 m. Los botes eran de fondo plano y su calado era de unos cuarenta centímetros, construidas en madera de roble. Estas características se explican por las peculiaridades de la laguna de Curlandia, poco profunda.  
Desde mediados del siglo XIX, se complementaron con velas reforzadas en un solo mástil denominadas banderines de Curlandia (en alemán: Kurenwimpel), que servían no solo para determinar la dirección del viento, sino también como marcas de propiedad de la embarcación, que mostraban la historia familiar del propietario, lugar de residencia y riqueza. Estos letreros fueron introducidos en 1844 por el inspector de pesca Ernst Wilhelm Beerbom para simplificar el control sobre el cumplimiento de las normas de pesca. Poco a poco, los pescadores comenzaron a decorar las veletas-banderines con adornos tallados. A principios del siglo XX, los banderines de Curlandia se habían convertido en un recuerdo turístico. Bearbom también introdujo un sistema de identificación de botes que consta de tres letras (las primeras letras del nombre de la aldea a la que se asignó el bote) y el número del bote. 
Los barcos de Curlandia se usaban para pescar arrastrando una red grande (Kurrennetz) en parejas. 

## Historia
El nombre proviene del nombre alemán del pueblo kursenieki (en alemán: Kuren). 
Hasta la Segunda Guerra Mundial, había cientos de estos barcos en las aldeas de Pomerania (65 botes de Curlandia solo en Nida), pero después de la guerra cesó la producción de estos barcos. Después de la expulsión de los alemanes de Prusia Oriental, los Kurenkahn se utilizaron durante algún tiempo para pescar, pero luego fueron abandonados. Hoy en día, la producción de botes de Curlandia se está reactivando. 
A principios del siglo XXI, los museos de Klaipėda (Lituania) y Kaliningrado (Rusia) revivieron estos barcos. El primero fue construido por el Museo Marítimo de Klaipėda y lanzado el 11 de julio de 2001. De acuerdo con la tradición, recibió la designación SUD-1 (de Suderspitze, el nombre alemán del pueblo, en el sitio en el que ahora se encuentra el Museo Marítimo). Los botes de Kaliningrado se construyeron en el Museo del Océano Mundial, y botada el 24 de mayo de 2012. El Kurenkahn de Kaliningrado fue designado MUZ-1, y su veleta repite la silueta de la Puerta de Friedrichsburg, donde se encuentra el histórico astillero del museo.